# Anohni Hegarty
Anohni Hegarty   () és una cantant, compositora, i artista visual anglesa, més coneguda com la cantant i líder de la banda Anohni and the Johnsons.
Va néixer a la ciutat de Chichester el 1971. El 1981 la seva família es va traslladar a l'àrea de la badia de San Francisco als Estats Units. El 1990 es va traslladar a Manhattan per a estudiar a la Universitat de Nova York, on va fundar un grup de performance artístic col·lectiu (Blacklips) amb Johanna Constantine.
La seva carrera musical va començar amb un grup de músics de nova York anomenat Antony and the Johnsons. El seu primer àlbum, amb el mateix nom del grup, va ser llençat l'any 2000 amb el segell Durtro de David Tibet. El seu segon àlbum, I Am a Bird Now (2005), va ser un èxit comercial i de crítica, amb el qual Anohni va guanyar el premi de Música Mercuri.

## Biografia
Anohni Hegarty va néixer a Chichester, West Sussex, Anglaterra, el 1971. El 1977, la seva família es va traslladar a Amsterdam per un any, i el 1981, van anar a viure a l'àrea de la badia de San Francisco a Califòrnia, on va créixer. Com a adolescent va rebre influències de Kate Bush així com del gènere britànic synthpop, en particular, de cantants com Marc Almond, Alison Moyet i Boy George, i va ser fortament influït per estrelles de l'underground com Diamanda Galás, Rozz Williams, Divine i Klaus Nomi i altres cantants americans com Nina Simone, Otis Redding i Donny Hathaway.
El 1990, Anohni es va traslladar a Manhattan per assistir a la Secció de Teatre Experimental de la Universitat de Nova York i va fundar el grup de performance artístic col·lectiu Blacklips amb Johanna Constantine com a socia creatiu. Va dedicar els següents anys com a cantant en after-hours i clubs que utilitzaven música d'acompanyament preenregistrada en cassets, i també va escriure i dirigir produccions de teatre nocturn.
Anohni és transgènere i utilitza pronoms femenins. En una entrevista amb Flavorwire el novembre de 2014 va declarar "Els meus amics més propers i família fan servir el pronom femení per a referir-se a mi. No li he demanat a la premsa que ho faci d'una forma específica... En la meva vida personal prefereixo "ella". Penso que les paraules són important. Cridar una persona pel seu gènere escollit és honorar el seu esperit, la seva vida i la seva contribució. "Ell" és un pronom invisible per mi, em nega."

## Antony and the Johnsons
Després d'obtenir, l'any 1996, una beca de la Fundació de les Arts de Nova York per a produir "El Naixement d'Anna Franck/L'Ascensió de Marsha P. Johnson" a Espai d'Actuació 122. Anohni va sol·licitar músics acompanyants per enregistrar unes cançons que havia escrit a començament dels anys 1990. El grup va actuar per primer cop com a "Antony and the Johnsons" a The Kitchen una part de la instal·lació de William Basinski "Vida en Mart" de 1997. El 1999, el grup va començar a actuar més sovint a locals com el "Joe's pub" i "The Knitting Factory" de Nova York.
El músic experimental britànic David Tibet de Current 93 va sentir l'enregistrament i li va oferir el seu llançament a través de la seva etiqueta Durtro; l'àlbum de debut, Antony and the Johnsons, va ser publicat el 2000. L'any següent, Antony va llençar un EP a través de Durtro, I Fell in Love with a Dead Boy, el qual, a més de la pista del títol, un cover de la cançó de David Lynch/Angelo Badalamenti "Mysteries of Love", i la cançó de Current 93, "Soft Black Stars".
L'àlbum del 2005 d'Antony and the Johnsons, I Am a Bird Now, incorporava artistes convidats com Lou Reed, Boy George, Rufus Wainwright i Devendra Banhart. L'àlbum va ser publicat en Amèrica del Nord per Secretly Canadian Records i a Europa per Rough Trade. Va rebre força elogis i va guanyar el prestigiós premi Mercury del Regne Unit, i va ser nomenat Àlbum de l'Any per la revista Mojo. La banda va anar de gira per Amèrica del Nord, Europa, Austràlia i part d'Amèrica del Sud durant un any i mig amb l'àlbum I am a Bird Now. La cançó "Bird Gerhl" va ser inclosa a la banda sonora de la pel·lícula V de Vendetta.
El grup va col·laborar amb el realitzador de cinema experimental Charles Atlas i va presentar TURNING el novembre de 2006 a Roma, Londres, París, Madrid, i Braga. El concert va comptar amb retrats de vídeo en directe d'algunes de les dones més enigmàtiques de la ciutat de Nova York. The Guardian va definir la peça com "fràgil, una afirmació de vida, i veritablement meravellosa (cinc estrelles)". Le Monde a Paris aclamava TURNING com un "Concert de manifest transsexual".
L'EP de 5 cançons Another World va ser llençat el 7 d'octubre de 2008. El tercer àlbum d'Antony and the Johnsons, The Crying Light, va ser publicat el 19 de gener de 2009. L'àlbum va arribar a número 1 a l'europeu Billboard charts. Antony ha descrit el tema de l'àlbum com "relatiu a un paisatge i al futur." L'àlbum va ser mesclat per Bryce Goggin i inclou arranjaments de Nico Muhly. Ann Power va escriure a LA Times en línia, que l'àlbum "és la declaració ambientalista més personal possible, que produeix una connexió imprevista entre les polítiques d'identitat de la cultura gai i el moviment verd. Com a música, és simplement exquisida - més controlada i considerada que qualsevol de les que el grup ha fet i puc assegurar-vos que romandrà en la ment dels oients."
Després d'anar de gira per tota Amèrica del Nord i Europa promocionant el seu àlbum nou, el grup va presentar un únic espectacle de The Crying Light amb la Manchester Camerata a la Manchester Opera House, dins el Manchester International Festival de 2009. La sala de concert va ser transformada com una cova de cristall omplerta amb efectes de làser creats per l'artista Chris Levine.
Antony and the Johnsons han presentat concerts amb simfòniques de tot Europa durant l'estiu de 2009, inclosa l'Orquestra de l'Òpera de Lió, l'Orquestra Metropole, la Roma Sinfonietta i l'Orquestra del Festival de Jazz de Montreux. A la Salle Playel de París, Anohni va aparèixer amb un vestit dissenyat per Riccardo Tisci de Givenchy.

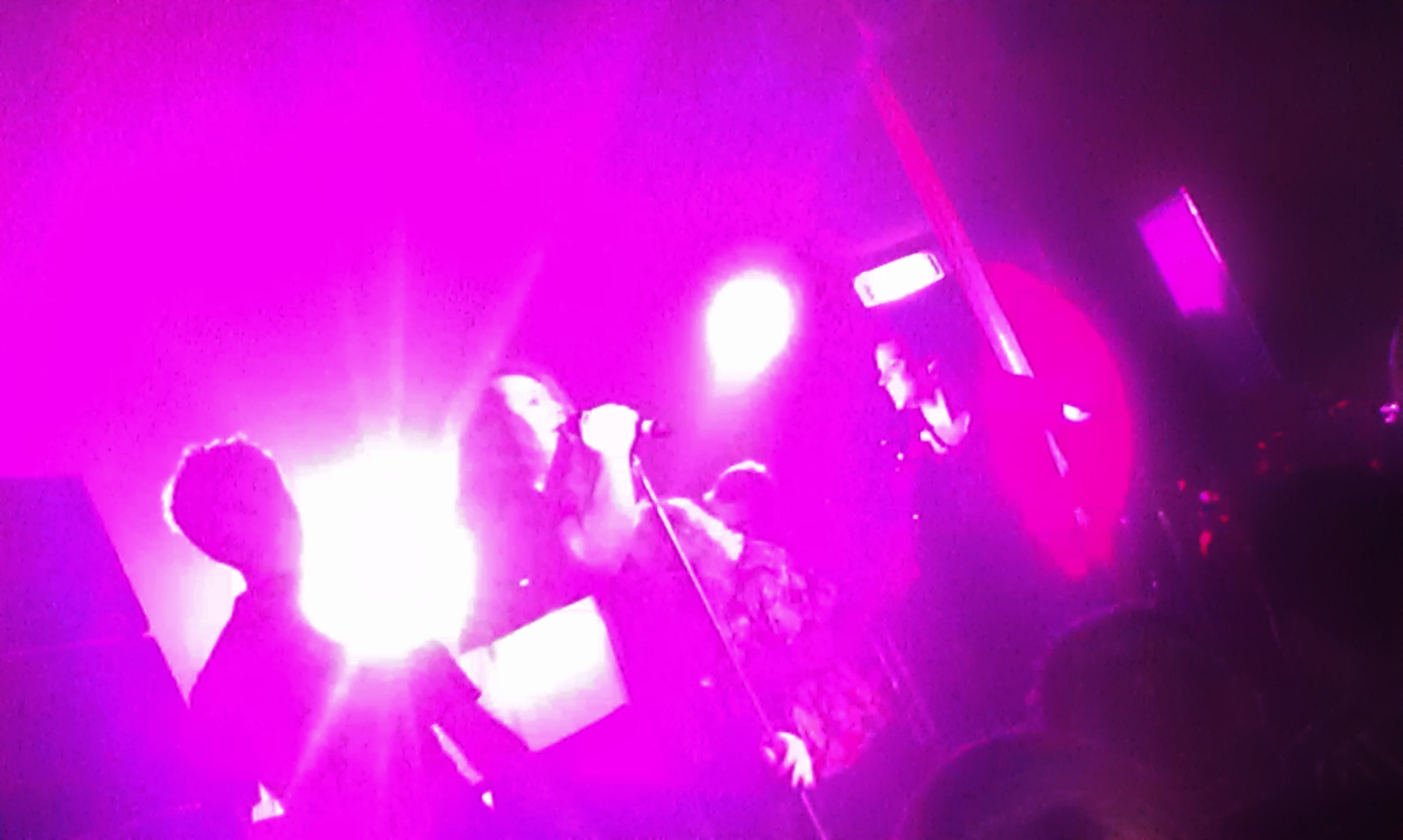
Anohni cantant "Blind" com a part del grup Hercules and Love Affair durant el Meltdown Festival de 2012 al Southbank Centre de Londres

La tardor de 2010 va veure el llançament de l'EP de Thank You For Your Love i, a l'octubre, l'àlbum Swanlights mitjançant Secretly Canadian Records i Rough Trade. Abrams Books també va publicar una edició del llibre Swanlights amb dibuixos i collages d'Anohni fotografies de Don Felix Cervantes. A final d'octubre Antony va actuar en un concert especial al Lincoln Center de la ciutat de Nova York per a commemorar la vida de Kazuo Ohno, qui havia mort el juny de 2010.
El gener de 2011, Anohni fou convidada a "Winterguest", un programa de la televisió holandesa -canal VPRO- on va ser entrevistat per Leon Verdonschot parlant sobre els seus punts de vista polítics i ecològics en referència a diferents fragments de pel·lícules.
Anohni va actuar en una conferència TED a Long Beach el 2011 en una sessió de "Col·laboració Radical".
El gener de 2012, el Museu d'Art Modern de Nova York va encarregar a Anohni and the Johnsons la realització d'un espectacle al Radio City Music Hall basat en l'àlbum "Swanlights", una col·laboració amb l'artista làser Chris Levine i l'escenògraf Carl Robertshaw. L'actuació va ser anunciada pel New York Times en una revisió per Jon Parales titulat "Cries From the heart, Crashing Like Waves". Aquesta col·laboració va ser també escenificada a la Royal Opera House de Londres el 2013 i al Teatro Real de Madrid el 2014.
L'agost de 2012 van publicar un àlbum simfònic en directe que van titular Cut The World realitzat amb l'Orquestra radiofònica danesa. L'àlbum presenta una peça parlada anomenada "el futur feminisme" on Anohni elabora la seva visió de la connexió entre feminisme i ecologia. També s'ha produït un vídeo de la cançó "Cut the world" dirigit per Nabil i en el qual participaven Willem Dafoe, Carice Van Houten i Marina Abramović.
Anohni va ser "convidada d'honor" del Melbourne Festival de l'octubre de 2012, presentant una reescenificació de l'espectacle "Swanlights", així com una participació en el projecte de vídeo immersiu titulat Coral Rekindling Venus de l'artista australiana Lynette Wallworth. També es va realitzar Paradise, una exposició dels dibuixos i collages d'Anohni a l'Arts Centre Melbourne.

## Anohni
El 23 de febrer de 2015, Anohni va anunciar el seu cinquè àlbum Hopelessness a la pàgina web del grup i al compte de Facebook. Coproduït per Anohni, Oneohtrix Point Never and Hudson Mohawke, és el seu primer àlbum publicat sota el nom Anohni. En l'anunci, Anohni va descriure l'àlbum com "un registre electrònic amb algunes dents afilades".

## Discografia
Amb Antony and the Johnson
- Antony and the Johnsons (2000)
- I Am A Bird Now (2005)
- The Crying Light (2009)
- Swanlights (2010)

Com Anohni
- Hopelessness (2016)

## Col·laboracions musicals
| Cançó                                          | Àlbum                                                    | Artista                             | Any  |
| ---------------------------------------------- | -------------------------------------------------------- | ----------------------------------- | ---- |
| "Blood on the Door"                            | Breadcrumb Sins                                          | Jamie Saft                          | 2002 |
| "You Stand Above Me" – Antony (1:36)           | Live at St. Olaves                                       | split EP with Current 93            | 2003 |
| "The Lake" – Antony (4:48)                     | Live at St. Olaves                                       | split EP with Current 93            | 2003 |
| "Cripple and the Starfish" – Antony (4:51)     | Live at St. Olaves                                       | split EP with Current 93            | 2003 |
| "Perfect Day"                                  | The Raven                                                | Lou Reed                            | 2003 |
| "Candy Says"                                   | Animal Serenade                                          | Lou Reed                            | 2004 |
| "A Little Bit of Time"                         | Red Tape                                                 | Brooks                              | 2004 |
| "Old Whore's Diet"                             | Want Two                                                 | Rufus Wainwright                    | 2004 |
| "Beautiful Boyz"                               | Noah's Ark                                               | CocoRosie                           | 2005 |
| "Happy Xmas (War is over)" with Boy George     | Help!: A Day in the Life                                 | War Child album                     | 2005 |
| "Idumea" / "The Beautiful Dancing Dust"        | Black Ships Ate the Sky                                  | Current 93                          | 2006 |
| (several)                                      | Songs from the Coalmine Canary                           | Little Annie                        | 2006 |
| "Semen Song for James Bidgood"                 | The Rose Has Teeth in the Mouth of a Beast               | Matmos                              | 2006 |
| "I Defy"                                       | Real Life                                                | Joan as Policewoman                 | 2006 |
| "If It Be Your Will"                           | Leonard Cohen: I'm Your Man                              | Leonard Cohen tribute               | 2006 |
| "One More Try"                                 | Dial 0                                                   | My Robot Friend                     | 2006 |
| "Living The Blues"                             | Trouble: The Jamie Saft Trio Plays Bob Dylan             | Jamie Saft Trio                     | 2006 |
| "Lowlands Low"                                 | Rogue's Gallery: Pirate Ballads, Sea Songs, and Chanteys | Bryan Ferry                         | 2006 |
| "Leave Her Johnny"                             | Rogue's Gallery: Pirate Ballads, Sea Songs, and Chanteys | Lou Reed                            | 2006 |
| "Keep in Touch"                                | Speaks Volumes                                           | Nico Muhly                          | 2006 |
| "The Dull Flame of Desire" / "My Juvenile"     | Volta                                                    | Björk                               | 2007 |
| "The Ballad of the Sad Young Men"              | Stardom Road                                             | Marc Almond                         | 2007 |
| "Beauty"                                       | Versatile Heart                                          | Linda Thompson                      | 2007 |
| "Knocking on Heaven's Door"                    | I'm Not There                                            | soundtrack                          | 2007 |
| (all)                                          | The Snow Abides                                          | Michael Cashmore                    | 2007 |
| "God With No Tear"                             | Visionaire                                               | 53 Sound                            | 2007 |
| "Del suo veloce volo"                          | Fleurs 2                                                 | Franco Battiato                     | 2008 |
| "Ooh Baby Baby"                                | Easy Come, Easy Go                                       | Marianne Faithfull                  | 2008 |
| "Will I Ever Learn"                            | Was muss muss                                            | Herbert Grönemeyer                  | 2008 |
| "Be Good To Earth This Season" w/Kría Brekkan  | split 7" single                                          | Reverend Green                      | 2008 |
| "I Was Young When I Left Home"                 | Dark Was The Night                                       | charity album                       | 2009 |
| "Forgiveness"                                  | Heart                                                    | Elisa                               | 2009 |
| "Nessun Dorma"                                 | Lavazza campaign                                         | with The Roma Sinfonietta Orchestra | 2009 |
| "Stranger Perfumes" & "Another Day in America" | Homeland                                                 | Laurie Anderson                     | 2010 |
| "Fletta"                                       | Swanlights                                               | Björk                               | 2010 |
| "Returnal"                                     | Returnal                                                 | Oneohtrix Point Never               | 2010 |
| "Who am I to feel so free?"                    | MEN                                                      | Talk About Body                     | 2011 |
| "Prisoner of Love"                             | See the Light                                            | Jessica 6                           | 2011 |
| "Tearz For Animals"                            | We Are on Fire – Single                                  | CocoRosie                           | 2012 |
| "Particle of Light"                            | See You on the Ice                                       | Carice van Houten                   | 2012 |
| "Poison"                                       | Tales of a GrassWidow                                    | CocoRosie                           | 2013 |
| "Mourned Winter Then"                          | I Am the Last of All the Field That Fell: A Channel      | Current 93                          | 2014 |
| "Atom Dance"                                   | Vulnicura                                                | Björk                               | 2015 |
| "Indian Steps"                                 | Lantern                                                  | Hudson Mohawke                      | 2015 |

A més del grup Anohni and the Johnsons, Anohni ocasionalment col·labora amb altres músics. El 2003 va treballar amb Lou Reed com vocalista d'acompanyament a la gira Animal Serenade i participava en algunes peces de l'àlbum de Reed The Raven. Va cantar com a acompanyament coral (amb Sharon Jones i un cor de nens) en la primera actuació completa de Lou Reed, del seu àlbum Berlín al St. Ann's Warehouse de Nova York el desembre de 2006 i a The State Theatre de Sydney, Austràlia el gener de 2007.
Hegarty va cantar "If It Be Your Will" al concert "Came So Far For Beauty" de Hal Willner al Palau de l'Òpera de Sydney el 2005; aquesta actuació va ser incorporada posteriorment a la pel·lícula Leonard Cohen: I'm Your Man, un tribut a Leonard Cohen.
El 2006, va col·laborar amb la músic islandesa Björk en sessions d'enregistraments a Jamaica i Islàndia. Les cançons, "The Dull Flame of Desire" i "My Juvenile" van ser presentades al seu àlbum del 2007, Volta. Va cantar fent duet a diversos concerts de Björk, incloent-hi els de Londres, Reykjavík i Nova York.
També el 2006 va coproduir Songs from Coalmine Canary de Little Annie, on tocava el piano, feia acompanyament vocal, i va coescriure diverses cançons de l'àlbum. La cançó "Strangelove", escrita per Anohni i Little Annie, va ser utilitzada com a banda sonora als anuncis de "Dangerous Liaisons" a la campanya de 2007, obtenint diversos premis, inclòs el Lleó de Bronze al Cannes Lions International Festival of Creativity de 2007 pel "Millor ús de la música".
El 2008, Anohni va ser present en cinc pistes de l'àlbum homònim d'Hercules and Love Affair, especialment amb "Blind", que va ser votada com la millor peça de 2008 per Pitchfork Media i la número 2 dels "10 Millors Singles de 2008" feta per la revista Entertainment Weekly.
Anohni va treballar amb Bernard Butler en algunes sessions acústiques per a l'emissora de ràdio XFM. El juny de 2009, va aparèixer en directe amb Yoko Ono i la Plastic Ono Banda en Meltdown d'Ornette Coleman al Royal Festival Hall, cantant "Toyboat" d'Ono. El mateix any, va col·laborar amb Bryce Dessner en la cançó de Bob Dylan I Was Young When I Left Home per a l'àlbum en benefici de la lluita contra la sida, Dark Was the Night, produït per la Red Hot Organization.